# Philothamnus
Genre
Philothamnus est un genre de serpents de la famille des Colubridae.

## Répartition
Les 20 espèces de ce genre se rencontrent en Afrique subsaharienne.

## Liste des espèces
Selon The Reptile Database (8 avril 2015) :
- Philothamnus angolensis Bocage, 1882
- Philothamnus battersbyi Loveridge, 1951
- Philothamnus bequaerti (Schmidt, 1923)
- Philothamnus carinatus (Andersson, 1901)
- Philothamnus dorsalis (Bocage, 1866)
- Philothamnus girardi Bocage, 1893
- Philothamnus heterodermus (Hallowell, 1857)
- Philothamnus heterolepidotus (Günther, 1863)
- Philothamnus hoplogaster (Günther, 1863)
- Philothamnus hughesi Trape & Roux-Esteve, 1990
- Philothamnus irregularis (Leach, 1819)
- Philothamnus macrops (Boulenger, 1895)
- Philothamnus natalensis (Smith, 1848)
- Philothamnus nitidus (Günther, 1863)
- Philothamnus ornatus Bocage, 1872
- Philothamnus pobeguini (Chabanaud, 1916)
- Philothamnus punctatus Peters, 1867
- Philothamnus ruandae Loveridge, 1951
- Philothamnus semivariegatus (Smith, 1840)
- Philothamnus thomensis Bocage, 1882

## Publication originale
- Smith, 1847 : Illustrations of the Zoology of South Africa; Consisting Chiefly of Figures and Descriptions of the Objects of Natural History Collected during an Expedition into the Interior of South Africa, in the Years 1834, 1835, and 1836 .... Vol. III. Reptilia. Part 26. London: Smith, Elder, & Co.